# Bielenberg mit Stollen
Bielenberg mit Stollen este o arie protejată (arie specială de conservare — SAC, sit de importanță comunitară — SCI) din Germania întinsă pe o suprafață de 64,85 ha, integral pe uscat.

## Localizare
Centrul sitului Bielenberg mit Stollen este situat la coordonatele 51°46′44″N 9°21′33″E / 51.7789°N 9.3592°E.

## Înființare
Situl Bielenberg mit Stollen a fost declarat sit de importanță comunitară în martie 2001 pentru a proteja 2 specii de animale. Situl a fost protejat și ca arie specială de conservare în februarie 2006.

## Biodiversitate
Situată în ecoregiunea continentală, aria protejată conține 6 habitate naturale: Formațiuni de Juniperus communis pe lande sau pajiști calcaroase, Pajiști uscate seminaturale și facies de acoperire cu tufișuri pe substraturi calcaroase (Festuco-Brometalia) (* situri importante pentru orhidee), Fânețe de joasă altitudine (Alopecurus pratensis, Sanguisorba officinalis), Pante stâncoase calcaroase cu vegetație casmofită, Păduri de fag Asperulo-Fagetum, Păduri de fag din Europa Centrală dezvoltate pe sol calcaros cu Cephalanthero-Fagion.
La baza desemnării sitului se află mai multe specii protejate de  mamifere (2): liliac de iaz (Myotis dasycneme), liliac comun (Myotis myotis).
Pe lângă speciile protejate, pe teritoriul sitului au mai fost identificate 1 specie de plante, 4 specii de mamifere.